# Glypta punctifera
Glypta punctifera är en stekelart som beskrevs av Dasch 1988. Glypta punctifera ingår i släktet Glypta och familjen brokparasitsteklar. Inga underarter finns listade i Catalogue of Life.